# 南风畅
〈南风畅〉，古琴曲。后人根据虞舜时期所传唱的《南风歌》而作。

## 相关记载
多部琴谱都撰刊了这曲琴曲，曲意為人们对于虞舜时期天下“无为而治”的嚮往。其中具有代表性的琴谱有《琴書大全》、《西麓堂琴統》、《杏莊太音補遺》等。

## 关联诗歌
《南风歌》原文：「南風之薰兮，可以解吾民之慍兮，南風之時兮，可以阜吾民之財兮。」

## 解題
《西麓堂琴统》：「虞舜恭己南面鼓琴歌，此著無爲之盛。故雲，舜彈五絃之琴，歌南風而天下治。」